# Samorząd Regionu Mewo’ot ha-Chermon
Samorząd Regionu Mewo’ot ha-Chermon (hebr. מועצה אזורית מבואות החרמון) – samorząd regionu położony w Dystrykcie Północnym, w Izraelu.
Samorządowi podlegają tereny w północnej części Górnej Galilei, położone na północ od Jeziora Tyberiadzkiego i na południe od góry Hermon (2 814 m n.p.m.).

## Osiedla

### Moszawy
| - Amnun - Bet Hillel - Diszon - Elifelet - Juwal - Kachal | - Margalijjot - Miszmar ha-Jarden - Ramot Naftali - Sede Eli’ezer - Sze’ar Jaszuw |

### Wioski
| - Karkom | - Korazim |